# انتخابات الرئاسة اليونانية 2014
انتخابات الرئاسة اليونانية 2014 هي الانتخابات الرئاسية التي جرت في 2014، لانتخاب رئيس اليونان، فاز بالانتخابات بروكوبيس بافلوبولوس.